# Dwergaalscholver
De dwergaalscholver (Microcarbo pygmaeus, synoniem: Phalacrocorax pygmeus) is een vogel uit de orde Suliformes. 

## Kenmerken
De vogel wordt 45 tot 55  cm lang en weegt 565 tot 870 gram, daarmee is de dwergaalscholver ongeveer twee keer zo klein en drie keer zo licht als de (gewone) aalscholver (Phalacrocorax carbo). Het verenkleed is donker blauwgroen met een bruine kop.

## Verspreiding en leefgebied
Deze in kolonies broedende soort komt voor in Midden-, Oost- en Zuid-Europa en verder in Klein-Azië en het Midden-Oosten en West-Azië tot in  Kazachstan, Iran, Tadzjikistan, Turkmenistan en Oezbekistan. 
De vogel komt als broedvogel voor langs (zoetwater)meren, brede traag stromende rivieren, riviermondingen en drasland met geboomte of rietmoerassen in de buurt om in te nestelen en als rustplaatsen. Kan buiten de broedtijd soms ook bij brak- en zoutwater worden aangetroffen.

### Voorkomen in West-Europa
De vogel is dwaalgast in West-Europa, maar wordt sinds 1999 steeds vaker gezien. In Nederland zijn elf bevestigde waarnemingen gedaan tussen 1999 en 2024. In België gaat het om vier waarnemingen sinds 1830, alle van na 2000. In juli 2021 dook de dwergaalscholver voor de achtste keer op ten zuiden van Utrecht en was hij ruim 1.5 maand lang te zien. In januari 2025 is de dwergaalscholver veelvuldig gezien in het Natuurpark Lelystad.

## Status
De grootte van de populatie werd in 2015 geschat op 48.000 tot 137.000 individuen. Men veronderstelt dat de soort in aantal vooruit gaat. Om deze redenen staat de dwergaalscholver als niet bedreigd op de Rode Lijst van de IUCN.